# Chrysosplenium rosendahlii
Chrysosplenium rosendahlii là một loài thực vật có hoa trong họ Saxifragaceae. Loài này được Packer miêu tả khoa học đầu tiên năm 1963.